# Ruhnu

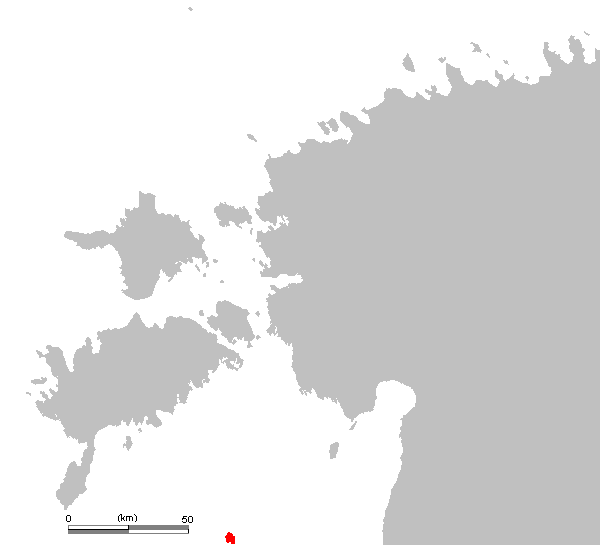
Localizarea insulei în Golful Riga

Ruhnu este o insulă, pe care se află comuna (vald) cu același nume din Județul Saare, Estonia. Insula se află în Golful Riga, din Marea Baltică. Din punct de vedere administrativ face parte din județul Saare, dar geografic se află mai aproape de țărmul leton. Având doar 11,9 km², insula este în prezent populată de mai puțin de 100 de locuitori permanenți, majoritatea de etnie estonă. Înainte de 1944 a fost locuită timp de secole de suedezi, care aveau permisiunea să folosească legile lor tradiționale suedeze.
Cel mai înalt punct de pe insulă, dealul Haubjerre, se ridică la 30 m deasupra nivelului mării. Ruhnu are lungimea de 5,5 km pe axa nord-sud, și o lățime de 3,5 km pe axa est-vest.

## Istorie

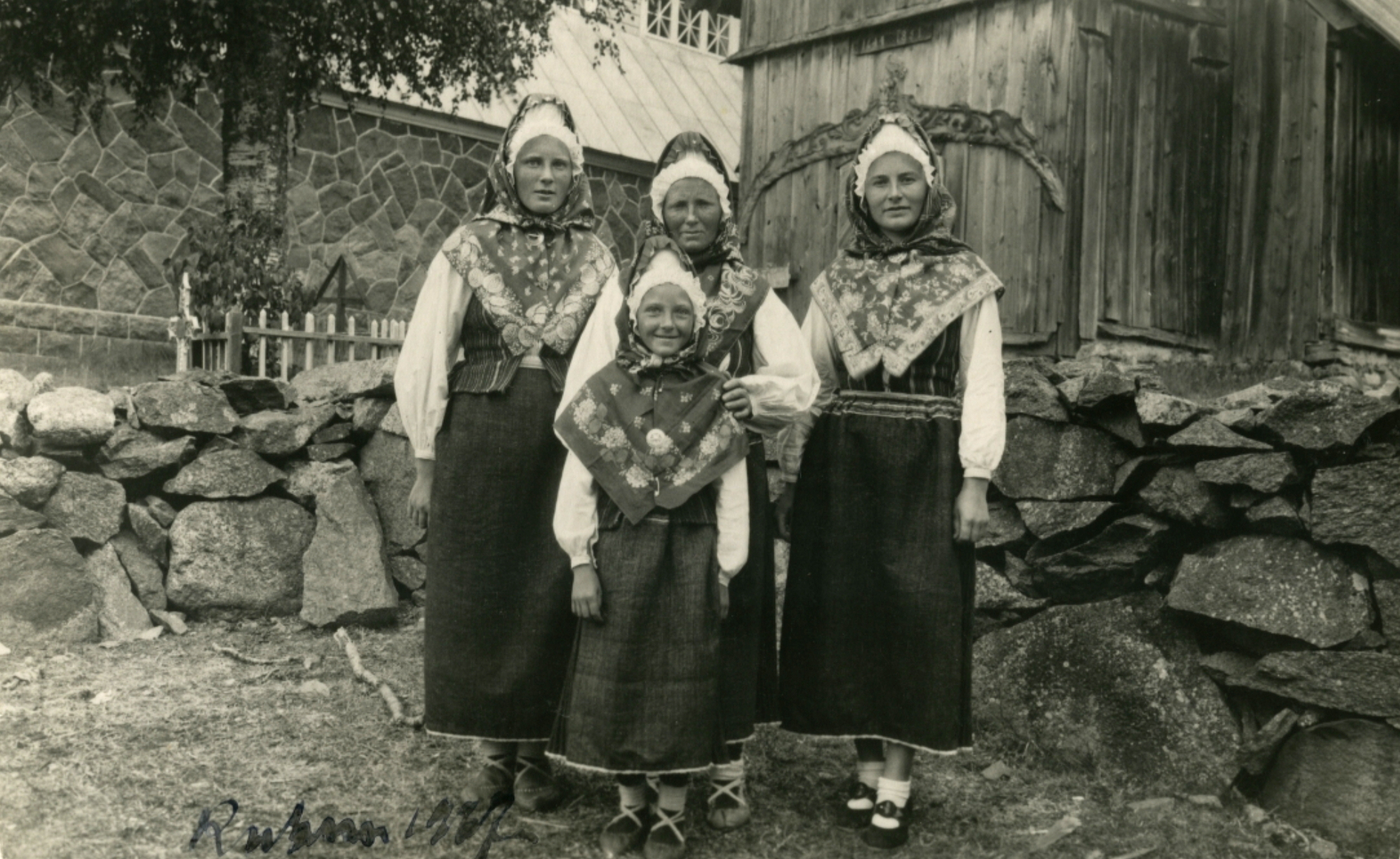
Femei în costume populare pe insula Ruhnu (1937)

Primele urme ale activității umane de pe insula Ruhnu au fost lăsate în epoca pietrei, cca 5000 î.Chr., și erau legate de vânătoarea sezonieră de foci. Nu este cunoscut când au sosit primii scandinavi pe insulă, și nici când a fost fondată așezarea permanentă a populației vorbitoare de suedeză. Cel mai probabil că aceasta s-a întâmplat după Cruciadele Nordice de la începutul sec. XIII, atunci când populația din jurul golfului Riga a fost convertită la creștinism și supusă Cavalerilor Teutoni. Primul document ce atestă insula Ruhnu și populația ei suedeză este o scrisoare din anul 1341 trimisă de episcopul de Curlanda, care confirmă dreptul locuitorilor insulei de a trăi și a-și administra proprietățile conform legilor suedeze.
Ruhnu s-a aflat în componența Regatului Suediei (în perioada 1621–1708, de jure până în 1721) și apoi în cadrul Imperiului Țarist până la Primul Război Mondial, atunci când a fost ocupată de Germania (1915-1918). Chiar dacă au existat inițiative pentru o reunire cu Suedia și revendicări teritoriale din partea Letoniei, locuitorii insulei au ales în 1919 să facă parte din noul stat independent eston (posibil că un factor important care i-a determinat să opteze pentru asta a fost prezența unei minorități suedeze în Estonia). Potrivit recensământului din 1934 Ruhnu avea 282 de locuitori: 277 suedezi și 5 estoni.
Obiceiurile suedezilor de pe Ruhnu erau vechi, arhaice. Toți purtau costume populare, chiar și în timpul zilelor de lucru. Una dintre particularitățile culturii lor, ca și la alte popoare nordice, erau povestirile orale, deosebit de prețuite și dezvoltate. Un subiect preferat de bărbați și deseori relatat erau istoriile despre vânătorile de foci.
Hainele populare nu constau dintr-un singur costum, ci erau o întreagă garderobă, diferite haine fiind purtate în funcție de ocazie și sărbătoare, dar și potrivit categoriei de vârstă în care se aflau. Locuitorii insulei nu aveau fiecare un dulap aparte pentru hainele lor populare, în schimb o gospodărie dispunea de o casă specială (kle-er-huse) unde toate costumele membrilor ei erau păstrate și îngrijite.
Ca și în alte societăți influențate de valorile luterane, comunitatea de pe Ruhnu avea un simț puternic al responsabilității, un lucru important având în vedere că suprafața de pământ și resursele erau limitate pe insulă. Astfel, erau reglementări stricte cu privire la câte animale, porci, vaci, găini etc. putea o gospodărie să dețină, sau cât pământ avea dreptul să cultive o familie.
În timpul celui de-Al Doilea Război Mondial Ruhnu, împreună cu restul Estoniei, a fost ocupată de Uniunea Sovietică (1940-1941) și apoi de Germania Nazistă (1941-1944). În noiembrie 1943 un grup de 75 de locuitori ai insulei s-au mutat în Suedia. În august 1944, puțin înainte de reocuparea Estoniei de către sovietici, restul populației de pe insulă (cu excepția a două familii) a fugit de asemenea în Suedia cu vaporul.
În timpul ocupației sovietice de după 1944 insula a fost repopulată cu civili estoni, pe lângă asta găzduind și o garnizoană militară sovietică. Numărul de locuitori nu a depășit niciodată cifra de 400, iar după o furtună care a lovit insula în anii 1970 majoritatea oamenilor au fost stabiliți în altă parte.

## Insula Ruhnu în prezent

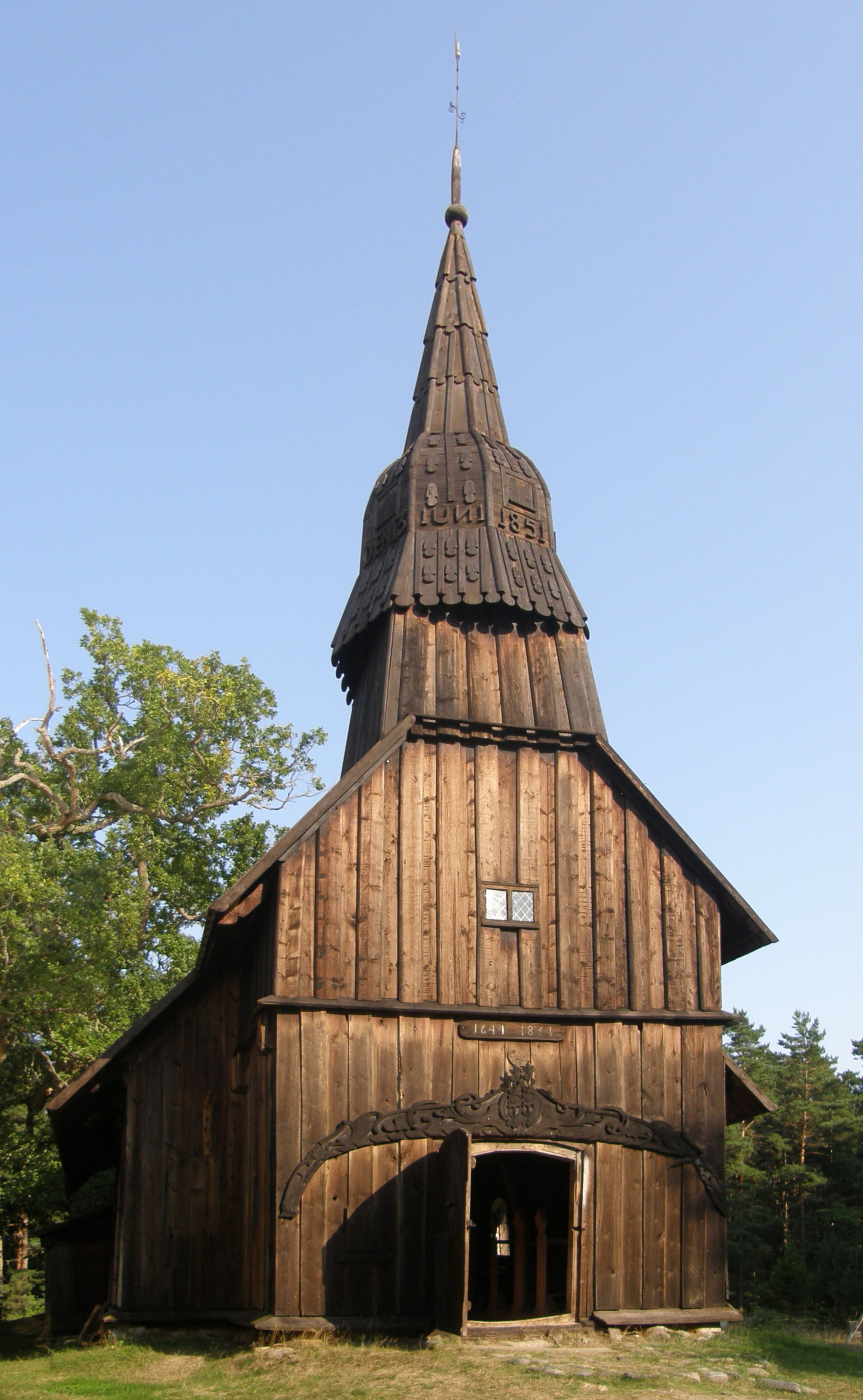
Biserica de lemn de pe Ruhnu

După ce Estonia și-a redobândit independența în 1991 casele, pământul și celelalte tipuri de proprietate de pe insula Ruhnu au fost întoarse stăpânilor originali de dinaintea ocupației sovietice sau moștenitorilor lor. Descendenții populației originale a insulei sunt în mare parte rezidenți ai Suediei în ziua de astăzi. Chiar dacă majoritatea au ales să nu se întoarcă pe Ruhnu, mulți dintre ei vin să viziteze din când în când ținutul strămoșilor lor.
Insula este deservită de aerodromul Ruhnu care în timpul iernii are zboruri săptămânale de la Pärnu și Kuressaare, iar în timpul verii - de două ori pe săptămână. Ca alternativă oamenii pot folosi feribotul pentru a părăsi sau ajunge pe Ruhnu.

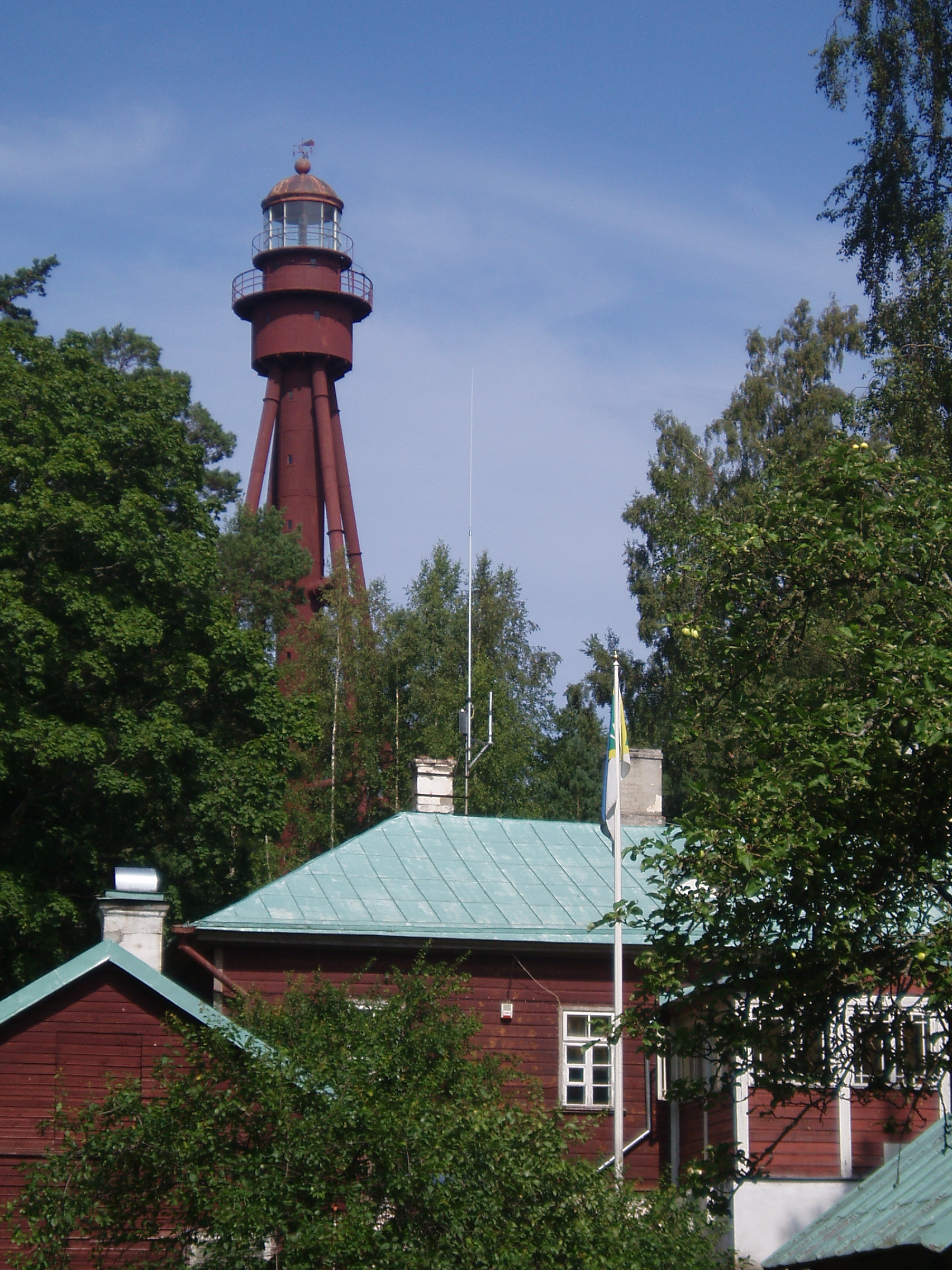
Farul Ruhnu.

Pe dealul Haubjerre, cel mai înalt punct al insulei, este instalat un far pe un suport cu patru picioare. Acesta a fost produs în Franța, la uzina din Le Havre, și trimis pentru asamblare în 1877. Potrivit zvonurilor proiectul farului a fost realizat de Gustave Eiffel, dar nu există dovezi care ar confirma veridicitatea acestora.
Biserica de lemn Sfânta Magdalena de pe Ruhnu, ridicată în 1644, este cea mai veche clădire de lemn din toată Estonia. Turnul ei, în stil baroc, a fost terminat în 1755. Alături de ea se află biserica luterană de piatră, construită în 1912, acolo unde în prezent sunt organizate serviciile religioase.
Limo este printre cele mai accesibile și populare plaje pentru turiști.
O rasă rară de oi cu numele de Ruhnu Estonă își are originea pe insulă. La moment aceasta numără aproximativ 33 de oi crescute în special pentru lână. O cireadă de circa 50 de bovine (rasa Highland Scoțian) a fost introdusă pe Ruhnu în 2013 cu scopul de a restabili pajiștile seminaturale de coastă din partea sud-vestică a insulei.
În primăvara anului 2006 un urs brun de 150 kg din Letonia a traversat golful Riga pe un sloi de gheață și a ajuns pe insula Ruhnu, la 40 km depărtare. Călătoria ursului a fost o senzație mediatizată pe larg de presa letonă și estonă. Ruhnu nu a avut carnivore mari timp de secole. Autoritățile așa și nu au reușit să prindă ursul, iar la un moment dat oficialii din ministerul mediului au afirmat că turiștii care doreau să-l vadă depășeau numărul rezidenților permanenți de pe insulă. Conform autorităților cel mai probabil acesta s-a întors de atunci singur în Letonia.
În aprilie 2007 producătorul leton de ciocolată, Laima, a produs în onoarea lui un urs de ciocolată de 40 kg pentru a fi expus publicului larg înainte de a fi mâncat de locuitorii insulei Ruhnu, lucru care eventual s-a întâmplat la 20 decembrie 2007.

## Demografie
| An   | Locuitori | An   | Locuitori | An   | Locuitori |
| ---- | --------- | ---- | --------- | ---- | --------- |
| 1624 | 113       | 1782 | 249       | 1908 | 270       |
| 1627 | 122       | 1791 | 240       | 1920 | 283       |
| 1663 | 200       | 1826 | 363       | 1922 | 271       |
| 1710 | 293       | 1842 | 389       | 1934 | 282       |
| 1711 | 80        | 1849 | 377       | 1939 | 289       |
| 1733 | 159       | 1852 | 383       | 1947 | 180       |
| 1739 | 173       | 1858 | 362       | 1966 | 213       |
| 1744 | 193       | 1881 | 285       | 1979 | 52        |
| 1753 | 185       | 1897 | 267       | 1991 | 56        |